# Elisabet de Wied
Elisabet de Wied   (Castell de Monrepos i Neuwied, 29 de desembre de 1843 - Bucarest, 18 de febrer de 1916 (Julià)) va ser reina de Romania, pel seu matrimoni amb Carles I de Romania, i escriptora, coneguda pel seu nom de ploma Carmen Sylva.
Va escriure en alemany, en francès i en romanès diverses obres de poesia, novel·les i narracions. Entre les seves obres destaquen Safo (1880) i Unter der Blume (‘Sota la flor’, 1903), de caràcter romàntic, i el recull de llegendes Rumänische Dichtungen (‘Poesies romaneses', 1881). De fama extravagant, va mantenir amistat amb l'emperadriu Sissí i va ser pionera en la defensa dels drets de la dona.
Reconeixent el talent del jove músic George Enescu, li va oferir durant anys una habitació en un racó íntim del Castell de Peleș, on podia estudiar i compondre. Enescu també era sovint convidat per la reina a oferir recitals al Palau.

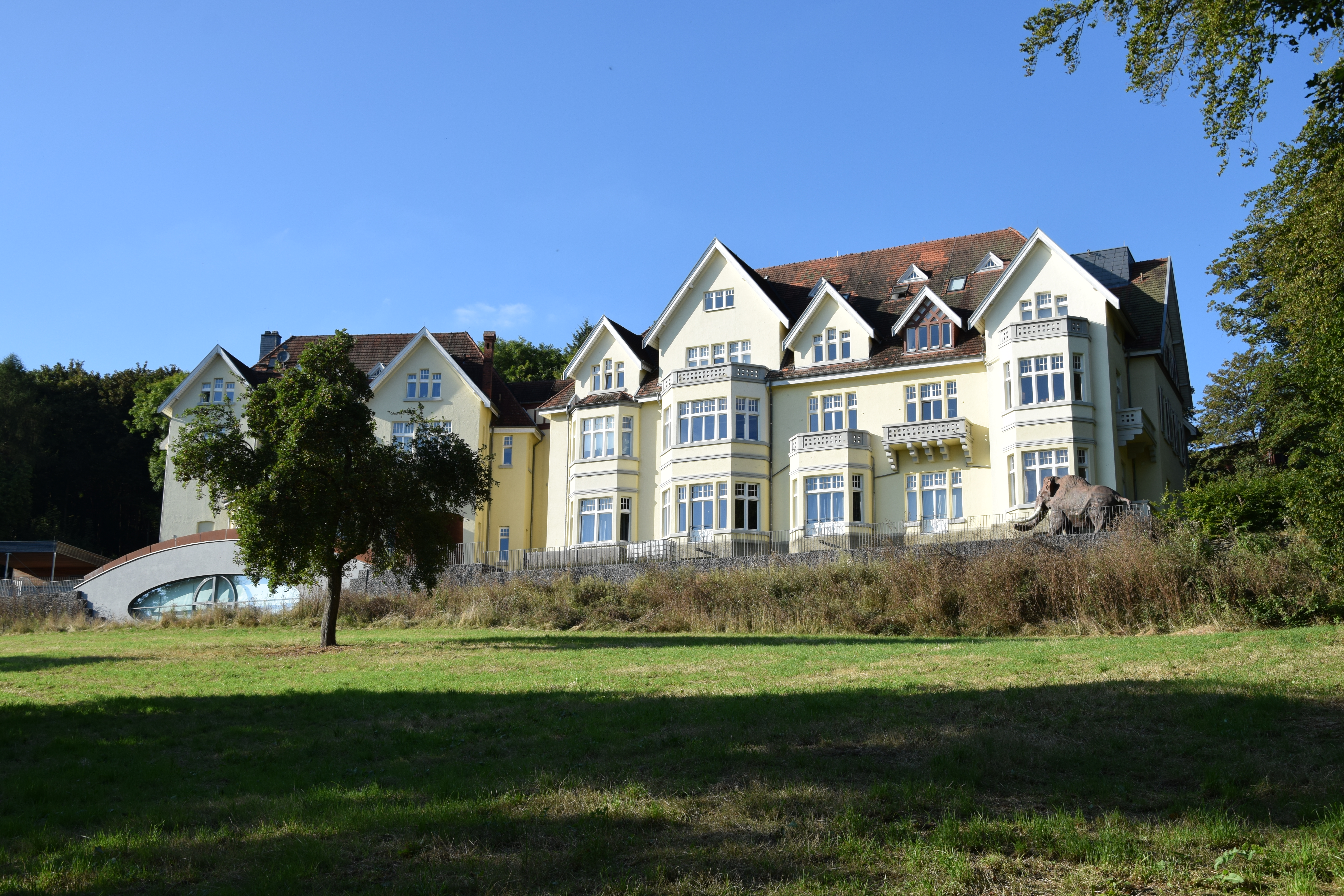
Castell de Monrepos, a Neuwied, esdevingut avui un centre de recerca arqueològica i un museu